# Ablabesmyia freemani
Ablabesmyia freemani är en tvåvingeart som beskrevs av Harrison 1978. Ablabesmyia freemani ingår i släktet Ablabesmyia och familjen fjädermyggor.
Artens utbredningsområde är Zimbabwe. Inga underarter finns listade i Catalogue of Life.